# Harry Hindemith

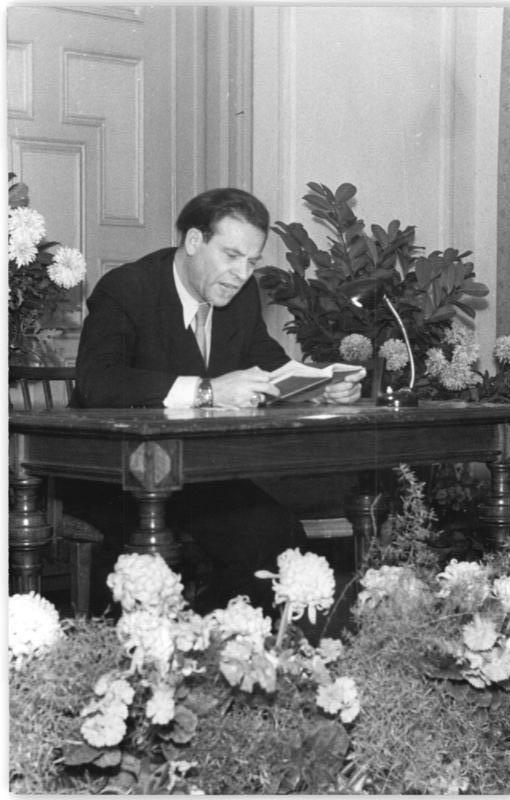
Harry Hindemith (1950)

Harry Hindemith (* 16. Juni 1906 in Brüssel; † 21. Januar 1973 in Ost-Berlin) war ein deutscher Schauspieler.

## Leben
Der Arbeitersohn studierte nach der Realschule an den Musikhochschulen Mannheim und Karlsruhe. Seit 1925 war er Mitglied des KJVD, seit 1928 der KPD. Er nahm Schauspielunterricht bei Hans Finohr in Würzburg und gab 1930 sein Bühnendebüt am Stadttheater Würzburg.
Nach der Machtergreifung der Nationalsozialisten wurde er vorübergehend in Haft genommen und unterlag einer Auftrittsbeschränkung. Zum 1. Mai 1937 trat er der NSDAP bei (Mitgliedsnummer 4.516.872). Er spielte am Landestheater Allenstein und an den Städtischen Bühnen Wuppertal. Seinen ersten Filmauftritt hatte er in der Rolle eines Reporters in dem Propagandafilm Junge Adler.
Nach Kriegsende wirkte er zunächst am Theater Rostock und ab 1945 am Deutschen Theater Berlin, wo er in der Eröffnungs-Inszenierung von Nathan der Weise als Saladin neben Paul Wegener  mitwirkte. Meist agierte er als Arbeiter in sozialistischen Gegenwartsstücken. 1954 wechselte er an die Volksbühne, wo er unter anderem in der Titelrolle in Schillers Wilhelm Tell (1955), als alter Miller in Kabale und Liebe, Talbot in Maria Stuart und Großbauer in Erich Köhlers Der Geist von Cranitz (1972) zu sehen war. Am Maxim Gorki Theater stand er 1957 als Falschspieler Satin in Nachtasyl auf der Bühne.
Hindemith, seit 1945 wieder KPD-, später SED-Mitglied, wurde 1946 durch die Hauptrolle in dem Heimkehrerfilm Irgendwo in Berlin als Filmschauspieler bekannt. Auch danach war er meist Arbeiterdarsteller, oft nur in verhältnismäßig kleinen Rollen. Später verkörperte er manchmal auch negativ gezeichnete Figuren wie den Meister in Die besten Jahre (1965).
Insgesamt stand er in rund 80 Spiel- und Fernsehfilmen vor der Kamera. Er war mehrere Jahre Erster Vorsitzender des Clubs der Filmschaffenden und Berliner Vorsitzender der Gewerkschaft Kunst.
Harry Hindemith starb im Alter von 66 Jahren und liegt auf dem Französischen Friedhof in Berlin begraben.

## Filmografie (Auswahl)
- 1944: Junge Adler
- 1946: Irgendwo in Berlin
- 1948: Straßenbekanntschaft
- 1948: Und wieder 48
- 1949: Quartett zu fünft
- 1949: Der Augenzeuge Nr. 12 (Sketch)
- 1949: Unser täglich Brot
- 1950: Der Auftrag Höglers
- 1950: Familie Benthin
- 1952: Roman einer jungen Ehe
- 1952: Sein großer Sieg
- 1953: Anna Susanna
- 1953: Jacke wie Hose
- 1956: Der Teufelskreis
- 1956: Genesung
- 1956: Drei Mädchen im Endspiel
- 1956: Mich dürstet
- 1957: Schlösser und Katen
- 1957: Bärenburger Schnurre
- 1957: Der Fackelträger
- 1958: Die Elenden (Les misérables)
- 1958: Tatort Berlin
- 1958: Sie kannten sich alle
- 1958: Der Lotterieschwede
- 1958: Die Feststellung
- 1959: SAS 181 antwortet nicht
- 1960: Zu jeder Stunde
- 1960: Hatifa
- 1960: Im Schatten von gestern (TV)
- 1960: Schritt für Schritt
- 1961: Die Liebe und der Co-Pilot
- 1961: Der Fremde
- 1961: Italienisches Capriccio
- 1961: Gewissen in Aufruhr (TV)
- 1961: Schneewittchen
- 1961: Mord an Rathenau (TV)
- 1962: Du sollst nicht töten (TV)
- 1962: Fernsehpitaval: Auf der Flucht erschossen (Fernsehreihe)
- 1962: Die neue Losung (TV)
- 1963: An französischen Kaminen
- 1963: Bonner Pitaval: Die Affäre Heyde-Sawade (Fernsehreihe)
- 1963: Die Fontäne (TV)
- 1963: Keine Chance für Cagliostro (TV)
- 1963: Blumen für die Sängerin (TV)
- 1963: Der Neue (TV)
- 1964: Die Hochzeit von Länneken
- 1964: Als Martin vierzehn war
- 1964: Die Heiratsurkunde (TV)
- 1965: Solange Leben in mir ist
- 1965: Die besten Jahre
- 1965: Lots Weib
- 1965: Testpersonen (TV)
- 1965: Orpheus steigt herab (TV)
- 1965: Denk bloß nicht, ich heule
- 1967: Brot und Rosen
- 1967: Die Fahne von Kriwoj Rog
- 1967: Der Fall Timo Rinnelt (TV)
- 1967: Er ging allein (TV-Zweiteiler)
- 1967: Carl Sternheims „1913“ (TV)
- 1968: Alchimisten (TV)
- 1968: Kinder der Sonne (TV)
- 1968: An einem freien Samstag (TV)
- 1969: Krupp und Krause (TV)
- 1969: Dolles Familienalbum (TV-Serie)
- 1969: Sankt Urban (TV)
- 1970: Meine Stunde Null
- 1971: Der Arzt wider Willen (Theateraufzeichnung)
- 1971: Der Sonne Glut
- 1971: Katzengold (TV)
- 1972: Schwarzer Zwieback
- 1972: Die Ecksteins (TV)
- 1972: Trotz alledem!
- 1973: Ninotschka sucht den Frühling (TV)

## Theater (Auswahl)
- 1945: Hamlet (Deutsches Theater Berlin)
- 1946: Wir heißen Euch hoffen (Deutsches Theater Berlin)
- 1946: Peter Kiewe (Deutsches Theater Berlin)
- 1946: Nathan der Weise (Deutsches Theater Berlin)
- 1946: König Ödipus ()
- 1947: Woyzeck (Deutsches Theater Berlin – Kammerspiele)
- 1947: Ein jeder von uns (Deutsches Theater Berlin)
- 1947: Der Hauptmann von Köpenick (Deutsches Theater Berlin)
- 1947: Pastor Hall (Deutsches Theater Berlin)
- 1948: Optimistische Tragödie ( Haus der Kultur der Sowjetunion)
- 1948: Haben (Deutsches Theater Berlin)
- 1949: Erfolg (Deutsches Theater Berlin – Kammerspiele)
- 1950: Brigade Karhan (Deutsches Theater Berlin)
- 1951: Baller contra Baller (Deutsches Theater Berlin)
- 1951: Juri Burjakowski: Julius Fucik (Zdenek) – Regie: Wolfgang Langhoff (Deutsches Theater Berlin)
- 1953: Harald Hauser: Prozeß Wedding (Arbeiter) – Regie: Wolfgang Langhoff (Deutsches Theater Berlin)
- 1953: Der Teufelskreis (Theater am Schiffbauerdamm)
- 1954:  Wilhelm Tell (Volksbühne Berlin)
- 1954: Leo Tolstoi: Anna Karenina (Oblonsky) – Regie: Werner Stewe (Volksbühne Berlin)
- 1954: Wassili Schwarkin: Ein fremdes Kind (Musiker) – Regie: Robert Trösch (Volksbühne Berlin)
- 1955: Turandot (Volksbühne Berlin)
- 1955: Johann Wolfgang von Goethe: Götz von Berlichingen (Bruder Martin) – Regie: Fritz Wisten (Volksbühne Berlin)
- 1956: Wsewolod Wischnewski: Die erste Reiterarmee (Politkommissar) – Regie: Kurt Jung-Alsen (Volksbühne Berlin)
- 1956: Ulrich Becher: Feuerwasser (Chumperley) – Regie: Fritz Wisten (Volksbühne Berlin)
- 1956: Friedrich Schiller: Wilhelm Tell (Neues Theater in der Scala Wien)
- 1957: Maxim Gorki: Nachtasyl  – Regie: Maxim Vallentin (Maxim-Gorki-Theater Berlin)
- 1957: Gerhart Hauptmann: Die Weber (Ansorge) – Regie: Ernst Kahler (Volksbühne Berlin)
- 1957: Das Bad – Lesung (Volksbühne Berlin – Theater im III. Stock)
- 1958: Pavel Kohout: So eine Liebe – Regie: Otto Tausig (Volksbühne Berlin)
- 1958: Die Affäre Dreyfus (Volksbühne Berlin)
- 1959: Harald Hauser: Im himmlischen Garten (Chinesischer Arzt) – Regie: Franz Kutschera (Volksbühne Berlin)
- 1969: Barocke Musik – Barocke Lyrik (Volksbühne Berlin – Theater im III. Stock)
- 1960: Negerlyrik – Negermusik (Volksbühne Berlin – Theater im III. Stock)
- 1960: Lajos Mesterházi: Menschen von Budapest – Regie: Fritz Wisten (Volksbühne Berlin)
- 1960: Die Komödie der Irrungen (Volksbühne Berlin)
- 1961: Pavel Kohout: Die dritte Schwester – Regie: Karl Paryla (Deutsches Theater Berlin – Kammerspiele)
- 1961: Robert Adolf Stemmle/Erich Engel: Affäre Blum (Regierungspräsident) – Regie: Hagen Mueller-Stahl (Volksbühne Berlin)
- 1962: Florian Geyer (Volksbühne Berlin)
- 1962: Konstantin Simonow: Der Vierte (Pfarrer) – Regie: Lothar Bellag (Volksbühne Berlin – Theater im III. Stock)
- 1962: Kennen Sie den? Aus dem Schaffen schreibender Arbeiter (Volksbühne Berlin – Theater im III. Stock)
- 1963: Mein Freund (Volksbühne Berlin)
- 1964: Robert Planchon nach Alexandre Dumas der Ältere: Die drei Musketiere – Regie: Rudolf Vedral (Volksbühne Berlin)
- 1964: Katzengold  (Volksbühne Berlin)
- 1964: John Boynton Priestley: Die skandalöse Affäre von Mr. Kettle und Mrs. Moon (Polizeihauptmann) – Regie: Hans-Joachim Martens  (Volksbühne Berlin – Theater im III. Stock)
- 1965: Der Besuch der alten Dame (Volksbühne Berlin)
- 1965: Peter Hacks: Moritz Tassow (Nazi) – Regie: Benno Besson (Volksbühne Berlin)
- 1967: Helmut Baierl: Mysterium Buffo – Variante für Deutschland (Tempelhüter) – Regie: Wolfgang Pintzka (Volksbühne Berlin)
- 1967: Friedrich Schiller: Kabale und Liebe (Vater Miller) – Regie: Hans-Joachim Martens (Volksbühne Berlin)
- 1968:  Don Carlos. Infant von Spanien (Volksbühne Berlin)
- 1968: Friedrich Schiller: Maria Stuart (Graf Shrewsbury) – Regie: Fritz Bornemann (Volksbühne Berlin)
- 1968: Lieblingsfarbe Rot. Ein Karl-Marx-Abend (Volksbühne Berlin – Theater im III. Stock)
- 1968: Briefe ins 30. Jahrhundert. Sowjetische Lyrik und Chansons (Volksbühne Berlin – Theater im III. Stock)
- 1970: Der Arzt wider Willen (Volksbühne Berlin)
- 1972: Der Geist von Cranitz (Volksbühne Berlin)

## Hörspiele (Auswahl)
- 1947: Hedda Zinner: Erde – Regie: Hedda Zinner (Berliner Rundfunk)
- 1949: Arthur Miller: Alle meine Söhne (Sohn) – Regie: Günter Osswald (Berliner Rundfunk)
- 1949: Werner Stewe: Der große Damm – Regie: Hanns Farenburg (Berliner Rundfunk)
- 1950: Jacques Roumain: Herr über den Tau – Regie: Hanns Farenburg (Berliner Rundfunk)
- 1950: Heinz Günther Rath: Familie Hauser – Regie: Gottfried Herrmann (Berliner Rundfunk)
- 1950: Wie kann es sein, dass Kapitän Brown seine Wette verlor – Regie: Werner Stewe (Berliner Rundfunk)
- 1950: Karl Georg Egel: Das Hauptbuch der Solvays – Regie: Gottfried Herrmann (Berliner Rundfunk)
- 1951: Walentina Ljubimowa: Schneeball (Снежок) – Regie: Werner Stewe (Berliner Rundfunk)
- 1951: Oleksandr Kornijtschuk: Der Chirurg (Chirurg Platon Kretschet) – Regie. Werner Stewe (Berliner Rundfunk)
- 1951: Karl-Georg Egel: Einer von unseren Tagen – Regie: Gottfried Herrmann (Berliner Rundfunk)
- 1951: Egon Erwin Kisch: Landung verboten – Regie: Werner Stewe (Berliner Rundfunk)
- 1951: Albert Maltz: Die Nächte enden – Regie: Werner Stewe (Berliner Rundfunk)
- 1952: Albert Maltz: Der Fall Morrison – Regie: Wolfgang Langhoff (Berliner Rundfunk)
- 1953: Konstantin Trenjow: Ljubow Jarowaja – Regie: Günther Rücker (Berliner Rundfunk)
- 1953: Friedrich Wolf: Krassin rettet Italia – Regie: Joachim Witte (Hörspiel – Berliner Rundfunk)
- 1953: Günther Rücker: Drachen über den Zelten (Tschoe) – Regie: Günther Rücker (Berliner Rundfunk)
- 1953: Maximilian Scheer: Die Rosenbergs (Tom) – Regie: Maximilian Scheer (Berliner Rundfunk)
- 1953: Hedda Zinner: General Landt (General Landt) – Regie: Hedda Zinner (Berliner Rundfunk)
- 1955: Anna Seghers: Das siebte Kreuz (Georg) – Regie: Hedda Zinner (Rundfunk der DDR)
- 1957: Bernhard Seeger: Wo die Nebel weichen (LPG-Vorsitzender) – Regie: Lothar Dutombé (Rundfunk der DDR)
- 1963: Manfred Bieler: Nachtwache – Regie: Helmut Hellstorff (Hörspiel – Rundfunk der DDR)
- 1963: Fünfzig Nelken (Rundfunk der DDR)
- 1963: Rolf Gumlich/Ralph Knebel: Zwischenbilanz – Regie: Helmut Hellstorff (Hörspiel – Rundfunk der DDR)
- 1963: Gerhard Rentzsch: Die Geschichte eines Mantels – Regie: Edgar Kaufmann (Hörspiel – Rundfunk der DDR)
- 1965: Peter Weiss: Die Ermittlung – Regie: Wolfgang Schonendorf (Rundfunk der DDR)
- 1967: Klaus Beuchler: Alltag eines Arztes (Direktor Steiger) – Regie: Uwe Haacke (Hörspiel – Rundfunk der DDR)
- 1968: Gerhard Rentzsch: Am Brunnen vor dem Tore (Beisert) – Regie: Hans Knötzsch (Hörspiel – Rundfunk der DDR)
- 1969: Eduard Claudius: Vom schweren Anfang (Bürgermeister) – Regie: Horst Liepach (Kinderhörspiel – Rundfunk der DDR)
- 1970: Autorenkollektiv: Gespräche an einem langen Tag – Regie: Detlef Kurzweg (Hörspiel – Rundfunk der DDR)

## Auszeichnungen
- 1950: Nationalpreis der DDR III. Klasse für Unser täglich Brot im Kollektiv
- 1951: Nationalpreis der DDR II. Klasse für die Aufführung des Theaterstücks Brigade Karhan im Kollektiv
- 1960: Verdienstmedaille der Nationalen Volksarmee in Silber für Schritt für Schritt
- 1961: Vaterländischer Verdienstorden in Silber
- 1966: Johannes-R.-Becher-Medaille in Gold